# Phrynarachne melloleitaoi
Phrynarachne melloleitaoi är en spindelart som beskrevs av Roger de Lessert 1933. Phrynarachne melloleitaoi ingår i släktet Phrynarachne och familjen krabbspindlar.
Artens utbredningsområde är Angola. Inga underarter finns listade i Catalogue of Life.